# 田寮 (高雄市大字)
田寮，原寫為田藔，是臺灣高雄市田寮區的一個傳統地域名稱，位於該區中南部。相較於今日行政區，其範圍大致包括田寮里西南部、七星里中部偏東至北部邊界地帶、大同里不含東部及南部邊界地帶中西段、南安里中西部。
本地區境內主要聚落為田藔、大邱園、尾藔、山河壽、田草崙。

## 歷史
台灣日治初期，田寮地區為一街庄，稱為「田藔庄」（舊制街庄），隸屬於嘉祥內里。該庄昔日北邊西側一小段與狗氳氤庄為鄰，東北與南安老庄為鄰，東南與磱碡坑庄為鄰，西南邊東段為水蛙潭庄，西南邊西段及西邊為牛稠埔庄。
1901年（日治明治三十四年）11月11日，全台廢縣廳改設二十廳，該庄隸屬於蕃薯藔廳。1904年（明治三十七年）2月16日，該庄編入「田藔區」，隸屬於蕃薯藔廳。1909年（明治四十二年）10月25日，全台合併二十廳為十二廳，田藔區改隸屬於阿緱廳。1920年（大正九年）10月1日，全台地方制度大改正，廢十二廳改設五州二廳，該庄改制並雅化為「田寮」大字，隸屬於高雄州旗山郡田寮庄（新制街庄）。1932年（昭和七年）12月1日，田寮庄改隸屬於岡山郡。
戰後田寮庄改制為田寮鄉，隸屬於高雄縣，大字亦改制為村。1950年（民國39年）10月1日，高、屏分治，田寮鄉仍隸屬於高雄縣。2010年（民國99年）12月25日，高雄縣、市合併為直轄高雄市，田寮鄉改制為田寮區，村亦改制為里。

## 聚落
本地區發展較早的聚落為田藔、大邱園、尾藔、大崎頭（已消失）、山河壽、毛柿腳（已消失）、番仔厝（已消失）、田草崙，在日治初期的官方地圖上已有記載。

## 交通
國道3號又稱「福爾摩沙高速公路」，是貫穿臺灣西部的兩條縱向高速公路之一，先後經過本地區西北半葉的中部、東南半葉的南端。最近的交流道在北側為省道台28線交會處的田寮交流道；在南側為國道10號交會處的燕巢系統交流道，多利用國道10號的交流道進出，包括在其西側省道台22線旁的燕巢交流道，以及在其東側省道台29線交會處的嶺口交流道（東出西入）。由此等可快速前往國道3號沿線各地。
區道高14-2線是牛稠埔至大同的道路，其東北側端點（終點）位於本地區西北半葉東部的區道高40線路口。
區道高38線是燕巢至大坪頂的道路，其東側端點（終點）位於本地區東南半葉中部偏西北、田藔聚落的區道高40線路口。
區道高39線是新廍至中坑子的道路，其南側端點（終點）位於本地區西北半葉北部的區道高40線路口。
區道高40線是崗山邊至溪州的道路，經過本地區山河壽、田藔等聚落。
區道高42線是山腳至大崙頂的道路，其東側端點（終點）位於本地區西北半葉南部的區道高14-2線路口，由此向西轉西北，會經過本地區的田草崙聚落。